# Phyllotreta herbacea
Phyllotreta herbacea är en skalbaggsart som beskrevs av Frederick James Chittenden 1927. Phyllotreta herbacea ingår i släktet Phyllotreta och familjen bladbaggar. Inga underarter finns listade i Catalogue of Life.